# 331省道 (浙江省)
S331省道又称分泰线，是中国浙江省省道之一，原编号58省道。S331省道路线的起点是104国道苍南县、泰顺县、福建宁德福鼎市三县交界处的分水关，终点为泰顺县城罗阳镇，与S228省道相接，故又称分泰线，其是沟通泰顺县和外界的重要通道。

## 改建工程
该路始建于1958年，分水关至泰顺县城原长104公里。1996年底，分水关至西旸段57公里改建为山岭三级公路，沥青路面，分水关至泰顺县城距离缩短为92公里。
2003年12月，S331省道(分泰线)改建工程正式开工。改建工程总投资7亿多元，道路按二级公路标准建设，路基宽度为10米~20米，沿途架起27座总长为44.245公里的桥梁，打通10座总长为13.269公里的隧道，改建后，分水关到泰顺县城不到60公里，弯道数量也由600多个减为116个。